# 김진선 (1946년)
김진선(金振兟, 1946년 11월 10일~)은 대한민국의 제32·33·34대 강원도지사를 지낸 정치인이다.

## 학력
- 송정국민학교 졸업
- 북평중학교 졸업
- 북평고등학교 졸업
- 동국대학교 행정학 학사

### 명예 박사 학위
- 강원대학교 명예 정치학 박사

## 경력
- 1974년: 제15회 행정고등고시 합격
- 1983~1985: 제37대 강원도 영월군수(관선)
- 1985~1991: 내무부 법무담당관, 기획예산담당관, 교부세과장, 재정과장
- 1991~1992: 제23대 강원도 강릉시장(관선)
- 1992~1993: 강원도청 기획관리실장
- 1994: 내무부 지방행정연수원 교수부장
- 1994~1995: 제14대 경기도 부천시장(관선)
- 1995~1998: 강원도 행정부지사
- 1998. 7.~2010. 6. 제32·33·34대 강원도지사(한나라당). 1999년 도지사 부임 당시 동강댐 건설에 반대했다.[1]
- 1998. 7.~2010. 6. 강원도립대학교 이사장
- 1998~: 동국대학교 겸임교수
- 1999~: 한양대학교 겸임교수
- 2004. 6.~2006. 6. 국가균형발전위원회 위원
- 2005~: 캐나다 앨버타대학 명예교수
- 2005~: 중화인민공화국 지린대학 고문교수
- 2008~: 중화인민공화국 런민대학(人民大學) 객좌교수
- 2006. 8.~2008. 10. 제3대 전국시도지사협의회 회장
- 2008. 3.~2010. 6.: 대통령직속 국가경쟁력강화위원회 위원
- 2008~: 서울팝스오케스트라 후원회장
- 2009. 9.~2011. 11. 2018년 평창동계올림픽 유치위원회 공동유치위원장
- 2009. 12.~2010. 6. 프로축구단 강원 FC 구단주
- 2011. 1.~2011. 3. 대통령실 지방행정특별보좌관
- 2011. 11.~2014. 7. 2018년 평창동계올림픽 조직위원회 조직위원장
- 2012~2016: 율곡연구원 이사장
- 2013. 1.~2013. 2. 제18대 대통령취임준비위원회 위원장

## 사회단체 활동
- 한국사진작가협회 회원
- 한국산악회 회원
- 해외참전전우회 명예회장
- 해병전우회 명예회원
- 한국예술문화단체총연합회 명예회원
- 적십자 예맥봉사회 회원
- 율곡학회 이사
- 한국조경학회 명예회원

## 수상 경력
- 1986년 대통령표창
- 1997년 황조근정훈장 수상
- 대한민국재향군인회 "공로휘장"
- 한국청소년연맹 "청소년대훈장"
- 한국보이스카우트연맹 "무궁화금장"
- 대한적십자사 "적십자회원유공 은장 및 금장"
- 환경운동연합 "2000 녹색공무원상"
- 2001년 한국관광학회 "관광진흥대상"
- 한국여성단체협의회 "우수지방자치단체감사패"
- 2005년 자황컵 체육대상 공로상
- 2005년 대한아이스하키협회 공로패
- 2006/2007년 자랑스런동국인상
- 2010년 제24회 예총예술문화상 특별공로상
- 2010년 제6회 DMZ평화상 특별공로패
- 2011년 제13회 율곡대상 공로상
- 2011년 강원도민회중앙회 자랑스러운 강원인
- 2012년 체육훈장 청룡장
- 2012년 제17회 코카콜라 체육대상 공로상

## 저서
- 21세기 강원의 선택(1998, 강원일보사)
- 지방의 비전과 도전(2006, 랜덤하우스중앙)
- 새농어촌 건설운동(2006, 대희)
- 사진집 《소(牛)》(2008, 사진예술사)

## 역대 선거 결과
|  | 39.27% |

|  | 71.11% |

|  | 70.56% |

|  | 39.49% |

## 소속 정당
| 소속 정당 | 소속 정당 | 소속 기간 | 비고           |
| --------- | --------- | --------- | -------------- |
|           | 한나라당  | 1998~2012 | 정계 입문      |
|           | 새누리당  | 2012~2016 | 당명 변경      |
|           | 무소속    | 2016~현재 | 탈당 정계 은퇴 |

## 같이 보기
- 영월군수
- 강릉시장
- 부천시장
- 강원특별자치도 부지사
- 강원특별자치도지사